# ليكس لاند
ليكس لاند (بالإنجليزية: Lex Land)‏ هي مغنية مؤلفة أمريكية، ولدت في 25 ديسمبر 1986.

## وصلات خارجية
- الموقع الرسمي
- ليكس لاند على موقع ميوزك برينز (الإنجليزية)
- ليكس لاند على موقع أول ميوزيك (الإنجليزية)
- ليكس لاند على موقع ديسكوغز (الإنجليزية)